# Castello di Peracense

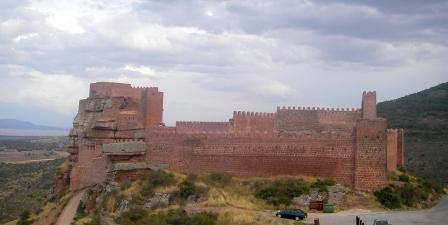
Il castello

Il castello di Peracense è una fortezza situata nella località spagnola di Peracense, nella provincia di Teruel (Aragona); è situata sopra un prolungamento roccioso di tufo.

## Storia
Il luogo fu occupato dalla fine dell'età del Bronzo, per essere occupato di nuovo nell'epoca della dominazione musulmana, nei secoli X e XI. Ma fu nel Medioevo che la sua importanza strategica crebbe per la sua posizione tra i regni di Castiglia e Aragona e tra le comarche di Albarracín, Molina de Aragón e Daroca. Il castello si ampliò e si riformò a metà del secolo XIV.

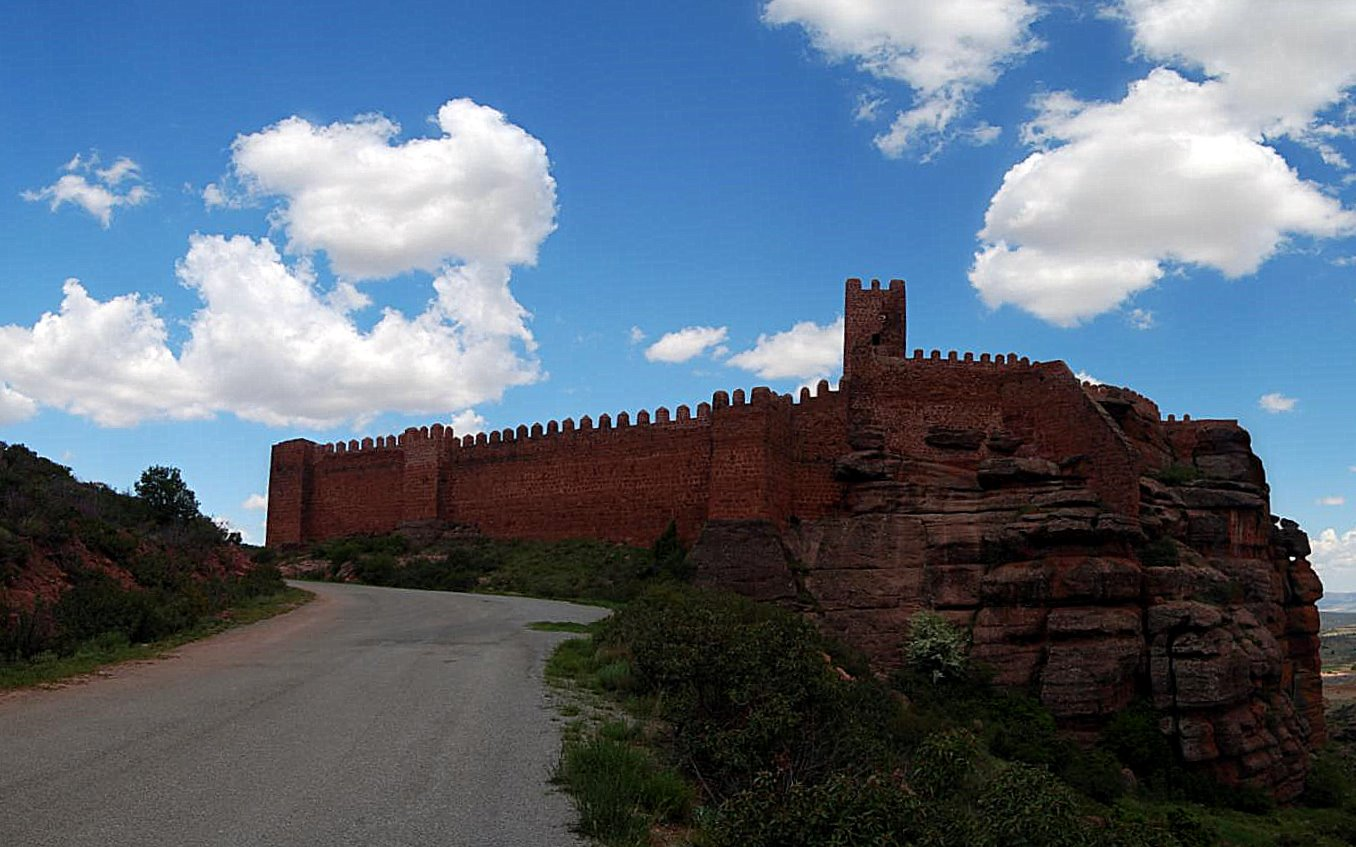